# سرخرگ‌های اسکروتال پشتی
سرخرگ‌های کیسه‌بیضه‌ای (اسکروتال) پسین (Posterior scrotal arteries) شاخه‌هایی از سرخرگ‌های شرمگاهی (پودندال) درونی هستند. 

## تابع
سرخرگ‌های کیسه بیضه قدامی بخشی از کیسه بیضه در مردان را تأمین می‌کنند.